# Бельрив, Жан-Макс
Жан-Макс Бельрив (фр. Jean-Max Bellerive; род. 1958, Порт-о-Пренс) — премьер-министр Гаити в 2009—2011 годах.

## Биография
Бельрив — сын уважаемого врача, покинул в юности родину и обучался в Швейцарии, Франции и Бельгии. Получил степень по политическим наукам и международным отношениям и вернулся на Гаити в 1986 году, незадолго до свержения Жан-Клода Дювалье.

## Политика
В правительстве Жака Эдуара Алексиса занимал пост министра планирования и внешнего сотрудничества.
Был выдвинут 30 октября 2009 года президентом Рене Превалем на смену Мишель Пьер-Луи, которой за день до этого 18 из 29 сенаторов вынесли вотум недоверия. 11 ноября 2009 года официально вступил в должность.

## Семья
Бельрив женат, имеет двоих детей.